# (2655) Guangxi
(2655) Guangxi es un asteroide perteneciente al cinturón de asteroides, descubierto el 14 de diciembre de 1974 por el equipo del Observatorio de la Montaña Púrpura desde el Observatorio de la Montaña Púrpura, Nankín (China).

## Designación y nombre
Designado provisionalmente como 1974 XX. Fue nombrado Guangxi en homenaje a Guangxi región autónoma de la República Popular China.